# Système 4
Système 4 est la quatrième version du système d’exploitation développé par Apple pour les ordinateurs Macintosh. Compatible avec les modèles équipés du microprocesseur Motorola 68000, il est lancé le 2 mars 1987 en même temps que le Macintosh SE et le Macintosh II et il est remplacé en avril 1988 par le Système 6.

## Compatibilité et distribution
Le Système 4 est le premier système à exclure un modèle, le Macintosh 128K, qui n'est donc pas compatible. Il fallait au minimum 512 Ko de RAM pour exécuter le système. La mise à jour 4.1, sortie un mois plus tard en avril 1987, imposait un minimum de 1 Mo de RAM, ce qui a rendu également le Macintosh 512K incompatible.
Comme pour les versions précédentes, la mise à jour 4.1 (System 4.1 / Finder 5.5) du système était distribuée sous forme de disquettes envoyées aux revendeurs, qui les transmettaient ensuite aux propriétaires de Macintosh.
Apple a facturé les mises à jour 4.2 (System 4.2 / Finder 6.0) et 4.3 (System 4.3 / Finder 6.0), sous les noms marketing "Système 5" et "Système 5.1". Pour 49 dollars, les utilisateurs obtenaient trois manuels et quatre disquettes.

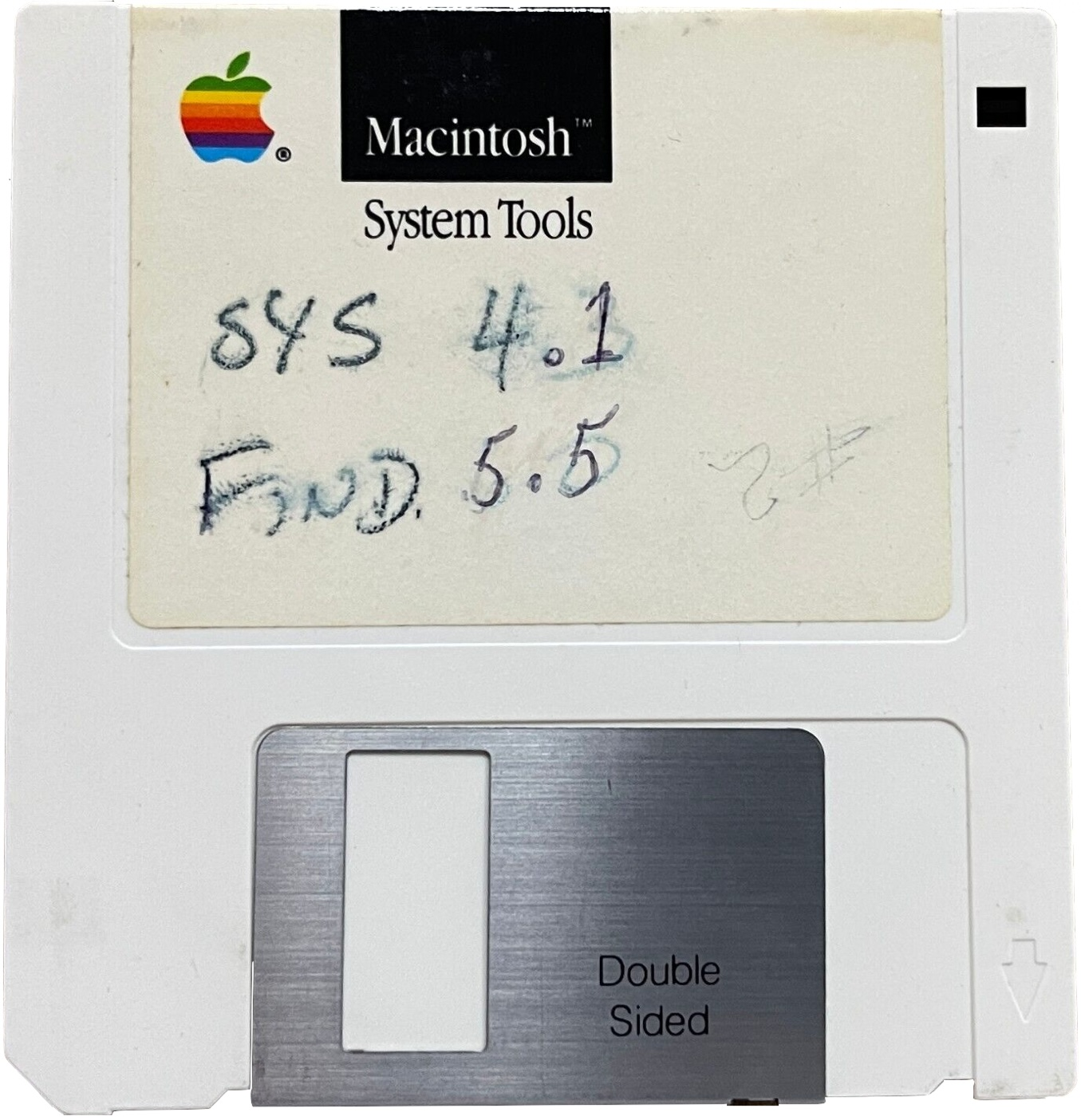
Disquette de mise à jour pour le Système 4.1 / Finder 5.5

## Caractéristiques

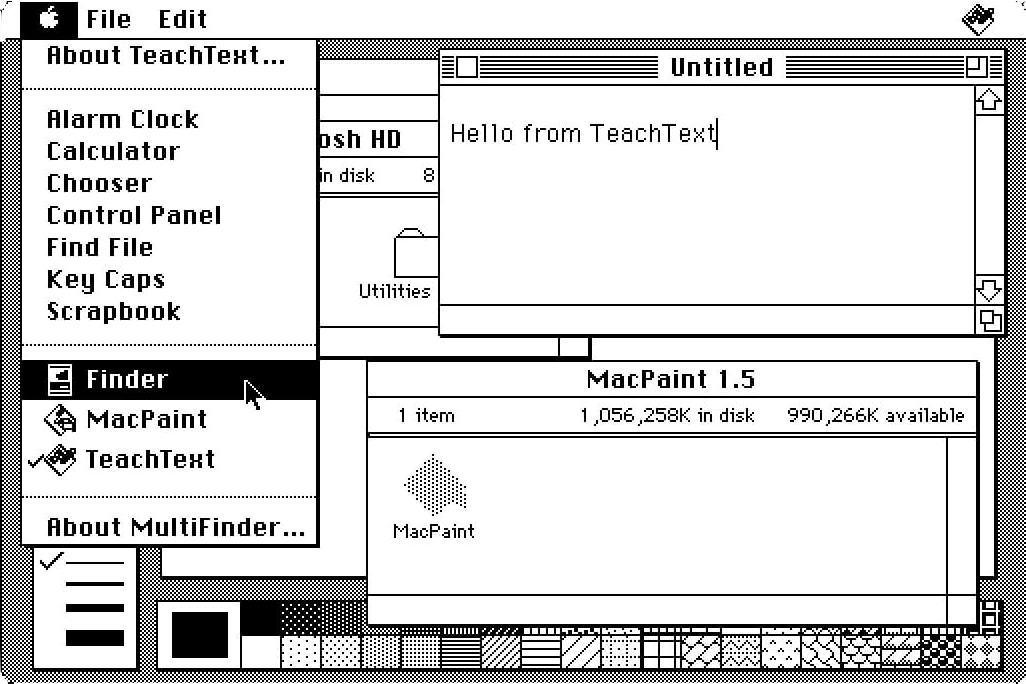
Utilisation du MultiFinder sur le Système 4.2

Après les bugs rencontrés sur les systèmes 3.1, 3.2 et 3.3, le Système 4 a été conçu pour offrir une plus grande stabilité, bien qu’il nécessite davantage de RAM pour fonctionner correctement. Les Systèmes 4.0 et 4.1 constituent principalement des versions de transition préparant les mises à jour 4.2 et 4.3 avant l’arrivée du Système 6. Néanmoins, quelques nouveautés ont été intégrées, notamment AppleShare, le logiciel de mise en réseau d’Apple, qui permettait aux utilisateurs de partager des fichiers entre plusieurs Macintosh. La boîte de dialogue "À propos" du Finder a été également améliorée avec ce système, avec l'affichage de l'utilisation de la RAM. Il y a aussi le menu Couleur qui a fait ses débuts avec le Système 4 pour les Mac pouvant afficher des couleurs.
La version 4.2 introduit le MultiFinder, qui permet d’exécuter simultanément plusieurs applications, même en arrière-plan, contrairement aux premières versions du Finder où seule l’application au premier plan pouvait s’exécuter.
Après la version 4.3, Apple a directement introduit le Système 6. Il n’y a pas eu de version du système numérotée "5" bien que le Système 4.3 (System 4.3 / Finder 6.0) ait été vendu sous le nom de Système 5.1. Ce choix a permis d’harmoniser les numéros de version du système du Mac et du Finder, passant ainsi de "System 4.3 / Finder 6.0" à "System 6 / Finder 6.1".

## Voir également
- Système 3
- Lisa OS
- Apple DOS